# Anterhynchium synagroide
Anterhynchium synagroide är en stekelart som först beskrevs av Henri Saussure 1852.  Anterhynchium synagroide ingår i släktet Anterhynchium och familjen Eumenidae.

## Underarter
Arten delas in i följande underarter:
- A. s. alpha
- A. s. argenteopilosellum
- A. s. beta
- A. s. cariosum
- A. s. gamma
- A. s. sulphureomaculatum